# Воропаев, Александр Сергеевич
Александр Сергеевич Воропаев (род. 19 октября 1993 года) — российский волейболист, связующий.

## Биография
По ходу карьеры Воропаев играл в суперлиге за краснодарское «Динамо» (2015/16) и «Ярославич» (2018/19), а в высшей лиге А защищал цвета «Ярославича» (2014/15), «Грозного» (2016/17) и «Изумруда» (2017/18).
В 2019 году перешёл в «Кузбасс», однако был отдан в аренду в «Белогорье». В мае 2020 года стал игроком «Локомотива».